# Гринев, Сергей Аполлонович
Сергей Аполлонович Гринев (1856 — 1914) — русский военный деятель, полковник. Командир Роты дворцовых гренадер.

## Биография
Из потомственных дворян Орловской губернии.
В 1876 году после окончания Санкт-Петербургской частной гимназии Видемана вступил в службу вольноопределяющимся в Сапёрный лейб-гвардии батальон. В 1877 году после окончания офицерских классов Санкт-Петербургского пехотного юнкерского училища выпущен подпрапорщиком во 2-й Отдельный сапёрный батальон.

С 1877 года участник Русско-турецкой войны. 25 февраля 1878 года приказом по войскам действующей армии за № 24 за отличие в делах против турок произведен в прапорщики и за храбрость награждён Георгиевским крестом 4-й степени за № 54101:
За отличие при постановке минных заграждений на Дунае у острова Мечка с 8-го по 17-го июня и у села Фламунда и Kopaбиа с 10-го по 13-е июля

В 1880 году произведён в подпоручики — обер-офицер в составе действующих войск Ахал-Текинского экспедиционного отряда, участник Среднеазиатской военной компании 1880 года, был контужен. С 1881 года батальонный адъютант 2-го Кавказского сапёрного батальона. Высочайшим приказом от 27 марта 1881 года за храбрость награждён орденом Святого Георгия 4-й степени:
За продолжение тихой сапы впереди Пирванского редута, после вылазки текинцев 4 января 1881 года и за укрепление минной бреши в крепости Геок-Тепе 12 января
В 1882 году за боевые отличия произведён в поручики. 24 сентября 1882 года назначен ординарцем, а 14 декабря адъютантом генерал-инспектора по Инженерной части Великого Князя Николая Николаевича с переводом из Главного инженерного управления в Сапёрный лейб-гвардии батальон с переименованием в подпоручики гвардии.
В 1885 году произведен в поручики гвардии.
В 1889 году переведен в 1-й Железнодорожный батальон с производством в штабс-капитаны гвардии с назначением командиром 3-й роты. В 1892 году произведён в капитаны с переводом командиром роты в 6-й Сапёрный батальон. С 1893 по 1904 годы находился в запасе по Инженерным войскам. С 1904 года назначен заведующим хозяйством 6-го Восточно-Сибирского сапёрного батальона.
В 1910 году произведён в полковники гвардии с назначением командиром Роты дворцовых гренадер. Высочайшим приказом от  17 сентября 1914 года исключен из списков умершим находясь на службе.

## Награды
- Георгиевский крест 4-й степени (25.02.1878)
- Орден Святого Станислава 3-й степени с мечами и бантом (ВП 24.05.1878 — за мужество и храбрость, оказанные в делах под Мечкой 7, 14 и 30 ноября 1877 года)
- Орден Святого Георгия 4-й степени (ВП 27.03.1881)
- Орден Святой Анны 3-й степени с мечами и бантом (ВП 25.01.1882 — за отличия в делах с текинцами в 1880 — 1881 гг.)
- Орден Святого Станислава 2-й степени с мечами (ВП 18.06.1882 — за отличия в делах с текинцами и за понесенные труды)
- Орден Святой Анны 2-й степени (ВП 1885)
- Орден Святого Владимира 4-й степени (ВП 1906)
- Орден Святого Владимира 3-й степени (ВП 1913)

## Труды
- Гринёв С. А. История роты дворцовых гренадер. — СПб.: Тип. Главного Управления Уделов, 1912. — 453 с.